# Aphonopelma eutylenum
Aphonopelma eutylenum là một loài nhện trong họ Theraphosidae.
Loài này thuộc chi Aphonopelma. Aphonopelma eutylenum được Ralph Vary Chamberlin miêu tả năm 1940.